# Герпеля
Ге́рпеля (карел. Hörppäl) — деревня в Олонецком национальном районе Республики Карелия. Входит в состав Ильинского сельского поселения.

## География
Расположена в 14 км к западу от Олонца, вдоль реки Олонки, на её левом берегу.

## История
В результате сокращения населения в 1957 году к деревне Герпеля были присоединены деревни Углойла и Зубботтала.

## Улицы
В деревне единственная улица Новая Герпеля.

## Транспорт

### Автомобильное сообщение
Через деревню проходит автомобильная дорога 86К-183 («Ильинский — Андрусово»).

## Население
| 2002 | 2009 | 2010 | 2013 |
| ---- | ---- | ---- | ---- |
| 44   | ↘30  | ↘22  | ↗31  |